# وریتاس تکنالوجیز
وریتاس تکنالوجیز (انگلیسی: Veritas Technologies) شرکت فناوری اطلاعات آمریکایی است که در سال ۱۹۸۳ تأسیس شد.